# Max Leber
Max Leber, nemški general in vojaški veterinar, * 3. januar 1891, † 25. november 1971.